# Anno August Jagdfeld
Anno August Jagdfeld (* 30. Dezember 1946 in Jülich) ist ein deutscher Immobilienunternehmer.

## Leben

### Herkunft und beruflicher Einstieg
Anno August Jagdfeld stammt aus einer Schreinerfamilie und wuchs in Aachen auf. Er besuchte die Klosterschule Gymnasium Haus Overbach und studierte anschließend Betriebswirtschaftslehre. Jagdfeld arbeitete als Steuerberater und Wirtschaftsprüfer und gründete eine eigene Immobiliengesellschaft, die heute ihren Sitz in Düren hat. Über geschlossene Immobilienfonds finanzierte er mit dem Geld privater Anleger eine Reihe großer Bau- und Immobilienprojekte vor allem in Deutschland. Nach eigenen Angaben hat er 800 Projekte realisiert. Mitte der 1990er Jahre wurde sein Vermögen auf eine Milliarde DM geschätzt. Das von ihm aufgebaute Firmengeflecht war in der von ihm geführten Fundus-Gruppe zusammengefasst, die später in Deutsche Immobilien-Gruppe (DI-Gruppe) umbenannt wurde. Sein Bruder Helmut Jagdfeld (1957–2019) begleitete ihn unternehmerisch.
1999 wurde Jagdfeld von Eberhard Diepgen mit dem Bundesverdienstkreuz erster Klasse ausgezeichnet.

### Immobilienprojekte in Berlin, Heiligendamm und auf Wustrow
Zu seinen Großprojekten zählen das Grandhotel Heiligendamm und in Berlin das Hotel Adlon, das Quartier 206, Friedrichstraße 71 und das Quartier am Johannishof, das bis 2012 das Kunsthaus Tacheles beherbergte. Das Tacheles-Areal verkaufte er 2014 an den New Yorker Vermögensverwalter Perella Weinberg.
1998 Jahren erwarb Jagdfeld die Halbinsel Wustrow für 12,5 Millionen Mark von der Treuhand mit dem Ziel, sie touristisch zu entwickeln. Sein ursprünglicher Plan eines Luxusresorts stieß jedoch auf anhaltenden Widerstand der Gemeindevertretung von Rerik und wurde nie umgesetzt. Stattdessen blieb die 1.000 Hektar große Halbinsel weitgehend ungenutzt und ist bis heute, abgesehen von Führungen, für die Öffentlichkeit gesperrt. In jüngster Zeit verfolgt Jagdfeld ein überarbeitetes Konzept, das eine Wohnbebauung in der sogenannten Alten Gartenstadt vorsieht. Auch den Plänen des Planungsverbandes, auf Teilen des Geländes ein Vorranggebiet für Windenergie auszuweisen, steht er offen gegenüber.

### Weiterer Immobilienbesitz
Darüber hinaus besaß Jagdfeld zwei Villen, die jahrzehntelang ungenutzt blieben. Die Siemens-Villa, Heinenhof, in Neu Fahrland erwarb er im Jahr 2000 für 14 Millionen Mark, plante zunächst eine private Nutzung, ließ das Anwesen mit über 6.000 Quadratmetern Nutzfläche jedoch leer stehen. In der Gemeinde sorgte er für Unmut, als er das Grundstück einzäunte und den bis dahin öffentlichen Uferweg sperrte. 2020 verkaufte er die Villa.
Auch das Alexandrinen-Cottage in Heiligendamm, ein denkmalgeschütztes Anwesen direkt an der Ostsee, blieb jahrzehntelang ungenutzt. Die Villa mit 1.449 Quadratmetern Wohnfläche und eigenem Park wurde schließlich für 40 Millionen Euro zum Verkauf angeboten. Aufgrund des schlechten baulichen Zustands ist eine umfassende Sanierung erforderlich.

## Insolvenzen und juristische Verfahren
Ein Teil der von Jagdfeld durchgeführten Projekte war wirtschaftlich nicht erfolgreich, wurde insolvent und unter Zwangsverwaltung gestellt. Die Kölner Schwerpunktstaatsanwaltschaft für Wirtschaftsdelikte erhob im September 2012 beim Landgericht Aachen Anklage in mehreren Punkten, unter anderem wegen Untreue, gegen Anno August Jagdfeld als Geschäftsführer des Fundus-Fonds 31 (Hotel Adlon Kempinski). Das Landgericht Aachen wies die Klage mangels Tatverdachts zurück und lehnte die Eröffnung der Hauptverhandlung ab. 2014 sprach ihn das Oberlandesgericht Köln vom Vorwurf der Untreue frei.

### Kontroversen um den Adlon-Fonds
Seit 1994 verwaltet Jagfeld den Fundus-Fonds Nr. 31 KG, dem das Gebäude des Hotels Adlon am Brandenburger Tor gehört. In der Vergangenheit wurde Kritik laut, dass Mitglieder seiner Familie über eigene Gesellschaften Geschäftsflächen im Adlon zu unterdurchschnittlichen Konditionen nutzen. Medienberichten zufolge betreibt die Familie unter anderem den exklusiven „China Club“ sowie den „India Club“ im Adlon-Gebäude. Nach Recherchen von t-online liegen die gezahlten Mieten deutlich unter den marktüblichen Preisen. Zudem sollen Mietschulden in Millionenhöhe zugunsten von Gesellschaften der Familie erlassen worden sein.
Kritiker bemängeln in diesem Zusammenhang mögliche Interessenkonflikte, zumal mehrere Familienmitglieder als Geschäftsführer oder Gesellschafter in den betroffenen Unternehmen tätig sind. Eine Übertragung der wertvollen Marke „Adlon“ an eine weitere Jagdfeld-nahe Gesellschaft sorgte bei Teilen der Investoren für zusätzliche Irritationen. Jagdfeld weist den Vorwurf der Vetternwirtschaft zurück und betont, dass alle Entscheidungen im Einvernehmen mit den Investoren bzw. deren Vertretern getroffen worden seien.
Ein ehemaliger Investor, der sich öffentlich kritisch geäußert hatte, sah sich zwischenzeitlich mit schweren Vorwürfen konfrontiert, die sich später vor Gericht als unbegründet erwiesen. Die gerichtliche Auseinandersetzung führte zu einer vollständigen Rehabilitierung des Kritikers.

### Rechtsstreit mit Signal Iduna
Im Zusammenhang mit dem Adlon-Fonds kam es auch zu einem langjährigen Rechtsstreit zwischen Jagdfeld und der Versicherung Signal Iduna, die als Investorin beteiligt war. Jagdfeld warf der Versicherung gezielte Rufschädigung vor und forderte Schadensersatz in dreistelliger Millionenhöhe. Der Prozess galt zeitweise als einer der größten Zivilprozesse in Deutschland. Der Bundesgerichtshof bestätigte 2024 in letzter Instanz die Abweisung der Klage; Jagdfeld erhielt keine Entschädigung. Die Signal Iduna erklärte alle Vorwürfe für unbegründet.

## Privates
Anno August Jagdfeld ist verheiratet mit Anne Maria Jagdfeld. Als Geschäftsführerin der 1997 gegründeten Firma AMJ Design ist sie überwiegend für Unternehmen aus der Fundus-Gruppe tätig. Das Ehepaar hat fünf Söhne. Sie sind zum Teil auch Geschäftsführer von Immobiliengesellschaften der Fundus-Gruppe.

## Veröffentlichungen
- Zur rechtlichen Einheit der Verträge im Bauherrenmodell und die einkommensteuerliche Qualifizierung der Aufwendungen des Bauherrn. Beilage Der Betrieb, 2/1984. Düsseldorf : Verlagsgruppe Handelsbl., 1984.